# Franck Dervieux
Franck Dervieux est un claviériste, directeur d’orchestre, et compositeur né en France en 1932 et décédé au Québec en 1975. Il commença sa carrière comme accompagnateur d'artistes de scène, d'abord en France, et ensuite au Québec. Il  s'occupa de la direction d'orchestre de plusieurs artistes établis, pour finalement enregistrer son propre album en 1971. Sa musique a eu influence notable sur les artistes de l'époque et rayonne encore aujourd'hui  au Québec et ailleurs dans le monde. Sa carrière prendra fin abruptement à l'âge de 44 ans à la suite d'une maladie incurable.

## Début de carrière
Fils d’un père pianiste et d’une mère violoniste, Franck Dervieux étudie l’orgue avec son père, maitre de chapelle, et remporte le premier prix de conservatoire à 14 ans et demi. Il s’engage dans la Marine française, dans le corps de musique la Musique des équipages de la flotte, qui l'amène jusqu'en Extrême-Orient. Après son service militaire, il rentre à Paris où on lui demande de remplacer l’organiste de l’immense orgue du cinéma Gaumont-Palace, qui l’impressionnait tant quand, petit garçon, ses parents l’y amenaient. À l'époque, on présentait un chanteur à l’entracte et il a alors l’occasion d’accompagner le chanteur québécois Jacques Labrecque qui faisait une tournée pour la chaine des cinémas Gaumont. Sa carrière professionnelle est ainsi lancée. Il accompagne par la suite le chanteur Philippe Clay et le comique Fernand Raynaud sur scène en France.

## Carrière au Québec

### Collaboration avec Jean-Pierre Ferland
Lors de sa première tournée en 1963, alors qu’il se produisait à Bobino, Jean-Pierre Ferland rencontre le pianiste d’Édith Piaf . Ce dernier, apprenant que Ferland cherchait un pianiste pour travailler avec lui au Québec, lui recommande Franck Dervieux. Celui-ci accepte de le suivre au Québec et une profonde amitié nait entre les deux artistes. En 2012, lors de la réédition du disque «Dimensions M » de Dervieux, Jean-Pierre Ferland a déclaré le considérer encore comme son meilleur ami.
Franck Dervieux s’occupe notamment des arrangements et de la direction d’orchestre des albums Vol. 4 (1965) et Vol. 5 (1966) de Jean-Pierre Ferland. Il travaille aussi avec plusieurs autres artistes québécois, dont Ginette Ravel et Monique Leyrac, jusqu’à la fin des années soixante.

### La rupture
En 1970, lors de l’enregistrement de l’album emblématique Jaune, le producteur André Perry décide de faire appel à des musiciens américains pour moderniser le son de Jean-Pierre Ferland. Étant donné que Dervieux venait de l'école européenne, on craignait qu’il n’ait pas la souplesse musicale pour produire un son rock.
L’association avec Jean Pierre Ferland se termine donc avec l’album Jaune qui fut un tournant dans la carrière de Ferland.

### Dimensions 'M'
En 1971, sa musique prend un tournant singulier. Il s’entoure de plusieurs musiciens de la nouvelle génération, et enregistre  son propre album; Dimension 'M'.
Considéré par plusieurs comme une des œuvres les plus singulières du rock progressif québécois, par son alliage très personnel de classique, de jazz-rock, d'avant-garde et de psychédélisme, Dimensions ‘M’ est un disque de rock progressif de calibre international, qui n'a rien à envier aux grosses pointures de l'époque The Nice, King Crimson, Frank Zappa. Certains critiques européens n'hésitent pas à comparer la musique de Franck Dervieux à des groupes comme Camel, Caravan ou Gentle Giant,.
Plusieurs des musiciens de Dimension ‘M’ dont Yves Laferrière (basse), Michel Robidoux (guitare), Christian St-Roch (batterie) et Christiane Robichaud (voix) vont par la suite former le groupe Contraction qui sera fortement inspiré par la musique de Franck Dervieux. Il collaborera d’ailleurs avec eux sur le premier album éponyme du groupe publié en 1972.

## Reconnaissance du public
Qualifié de musicien hors pair, Franck Dervieux commence à être connu du public. Il passe à la télévision de Radio-Canada a l’émission Décibel en février 1973, pour parler de sa musique "underground". Émission qui est animée par l'auteur-compositeur-interprète Claude Dubois.
En juin de la même année, les journalistes et chroniqueurs spécialisés lui décernent le prix « Awards » dans la catégorie du meilleur pianiste organiste. Il est aussi en nomination dans la catégorie meilleur compositeur aux côtés entre autres de Robert Charlebois (qui obtient le prix), Luc Plamondon; Michel Robidoux; Marie Claire et Richard Séguin, ainsi que pour le meilleur album (avec Dimension 'M'), aux côtés de Robert Charlebois (Contraction), et les Séguin.
En pleine ascension, sa carrière sera cependant interrompue par la maladie.

## Décès
Dimension ‘M’ demeure le seul album de Franck Dervieux. Atteint d’un cancer incurable il décède auprès des siens à Sainte-Marguerite-du-Lac-Masson au Québec en 1975, l’âge de 44 ans. Son influence continuera toutefois de se faire sentir sur la musique progressive québécoise et ailleurs dans le monde. Son disque sera d'ailleurs réédité en 2012 et en 2019 et est encore distribué sur plusieurs continents,.